# Hafiz
Hafiz o Jafiz (del árabe حافظ ḥāfiẓ) es, en el islam, la persona que conoce de memoria el texto del Corán.
El origen de la figura del hafiz se remonta a los primeros tiempos del islam y está ligado a la cultura árabe preislámica. En el siglo VII, como en los siglos anteriores, la transmisión de las leyendas, las genealogías y los textos literarios en la antigua Arabia era fundamentalmente oral, a pesar de que existía la escritura: la lengua árabe contaba con un alfabeto propio, derivado del fenicio. De este modo, el Corán conoció inicialmente una transmisión oral: el profeta Mahoma recitaba los versículos ante sus compañeros, quienes los aprendían de memoria y los transmitían a su vez. No fue hasta tres décadas después de la muerte del profeta cuando el califa Uthmán ordenó fijar por escrito el texto sagrado.
En los siglos posteriores, y a pesar del extraordinario desarrollo que conocieron la escritura árabe y los textos escritos a raíz de la expansión islámica, se conservó la costumbre de memorizar el texto coránico. Las personas que lo hacen no siguen necesariamente unos estudios específicos, ni tienen por qué estar especialmente ligados al culto o a los estudios religiosos. Muchos aprenden el Corán de pequeños, en escuelas tradicionales donde el libro sagrado ocupa un lugar central, como base para el estudio del islam pero también de la lengua árabe, de la historia, etc. Otras personas lo memorizan en otras circunstancias.
La recitación del Corán se hace en forma de canto o salmodia. La famosa cantante egipcia Umm Kalzum era ḥāfiẓa y se dio a conocer como recitadora del Corán antes de ser cantante. 
Las palabras hafiz y hafiza (con las variantes de pronunciación hafid, hafed, hafez, jafiz en castellano, etc.) se han convertido también en nombres propios de hombre y mujer, respectivamente, usados en todo el mundo islámico.
- Datos: Q625163
- Multimedia: Hafiz / Q625163